# 盧京俊
盧 京俊（ロ・ギョンジュン、朝鮮語: 로경준）は、朝鮮民主主義人民共和国の軍人、政治家。朝鮮労働党中央委員会委員、最高人民会議代議員。軍職は不明。朝鮮人民軍における軍事称号（階級）は中将。

## 経歴
出生地や生年月日は不明。2010年9月28日に開催された朝鮮労働党第3回党代表者会で朝鮮労働党中央委員会委員候補に選出された。この時の肩書は朝鮮人民軍部隊所属。2011年12月17日に金正日総書記が死去した際には、党中央委員会委員候補のほとんどが国家葬儀委員会委員に選ばれたが、盧ら5人は脱落した。2014年3月9日に実施された最高人民会議第13期代議員選挙で代議員に選出され、同年10月14日に金正恩第一書記が金策工業総合大学の教員住宅を視察した際には、建設部隊指揮官として出迎えた。
2016年5月9日に開催された朝鮮労働党第7次大会で朝鮮労働党中央委員会委員に選出され、
2019年3月10日に実施された最高人民会議第14期代議員選挙で再選を果たした。